# Guindrecourt-aux-Ormes
Guindrecourt-aux-Ormes település Franciaországban, Haute-Marne megyében. Lakosainak száma 94 fő (2022. január 1.). Guindrecourt-aux-Ormes Chatonrupt-Sommermont, Domblain, Fays, Mathons, Morancourt és Nomécourt községekkel határos.

## Népesség
A település népességének változása:
| Lakosok száma | 100  | 79   | 88   | 85   | 98   | 97   | 93   | 91   | 89   | 94   |
|               | 1968 | 1982 | 1990 | 2006 | 2013 | 2015 | 2017 | 2019 | 2020 | 2022 |